# 比洛维
比洛维（西班牙語：Viloví），是西班牙加泰罗尼亚巴塞罗那省的一个市镇。总面积9平方公里，总人口1099人（2013年），人口密度118人/平方公里。